# Düsseldorf sur place
Koordinaten: 51° 13′ 56,5″ N, 6° 43′ 55,9″ O
Düsseldorf sur place ist ein Boule- und Pétanquesport-Verein in Deutschland.

## Der Verein
Der Verein wurde im Jahr 1987 in Düsseldorf gegründet und ist Mitglied im Deutschen Pétanque Verband.
Ursprünglich gab es Anfang der siebziger Jahre eine Spielgemeinschaft (später: die Brückenkinder), die sich regelmäßig in Düsseldorf-Oberkassel unter Rheinkniebrücke traf, einst ein beliebter Treffpunkt der Düsseldorfer Bouleszene, die sich zu dieser Zeit zum größten Teil aus Galeristen (z. B. Alfred Schmela) und Künstlern, Architekten und anderen Kreativen zusammensetzte.
Wiederholt haben Spieler des Vereines Deutsche Meistertitel gewonnen und als Auswahlspieler des deutschen Pétanque Verbandes an Europa- und Weltmeisterschaften teilgenommen. Düsseldorf sur place war auch bereits mehrfacher Deutscher Vereinsmeister (1999, 2002, 2005, 2009, 2019, 2021) und spielt seit der Gründung der Pétanque-Bundesliga (DPB) – mit Ausnahme der Jahre 2014 bis 2016 – in der höchsten deutschen Spielklasse. Im europäischen Teamranking belegte der Club 2023 als bestes deutsches Team den 10. Platz.
Schwerpunkte der Vereinstätigkeit sind sowohl der Breiten- wie der Spitzensport als auch der Aufbau der Jugendarbeit.
Seit der Sommersaison 2006 befindet sich das Vereinsspielgelände mit 32 Bahnen an der Pariser Straße 45 auf der dortigen Bezirkssportanlage.

## Boulehalle Düsseldorf

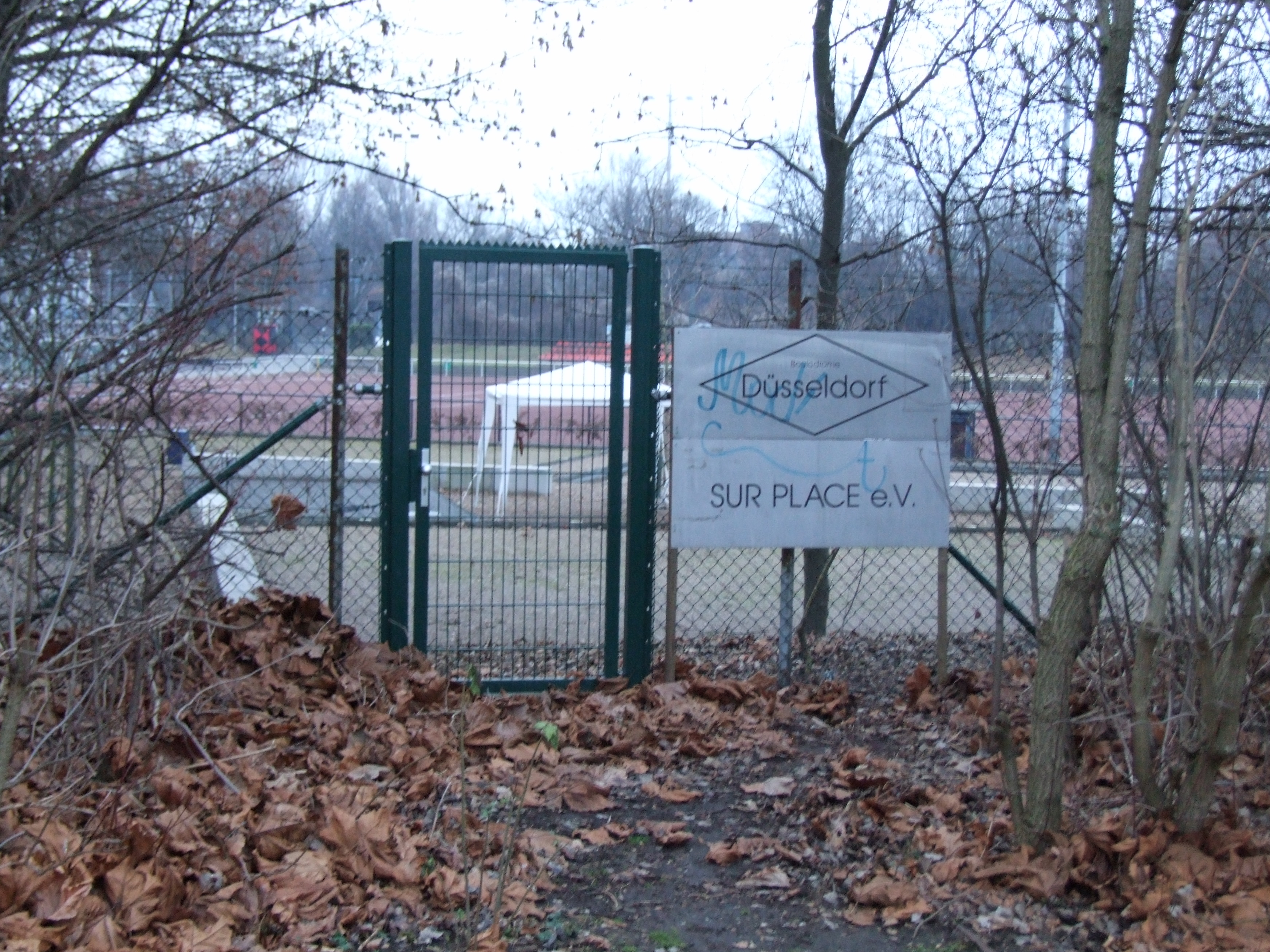
Außenspielgelände

Im Dezember 2008 wurde neben dem Außenspielgelände eine moderne Boulehalle mit 16 Spielbahnen eröffnet. Auf einer Fläche von insgesamt ca. 900 m² werden hier von Oktober bis März täglich wechselnde Spielmöglichkeiten und Turniere angeboten.

## Festival de Pétanque
Einmal im Jahr – in der Regel am Wochenende der 23. KW – richtet der Verein bis 2019 in Zusammenarbeit mit der im Jahr 2001 gegründeten Tochtergesellschaft Effet GmbH die Veranstaltung Festival de Pétanque aus. Dieses Turnierangebot ist eines der größten Pétanquesport-Ereignisse Deutschlands. Das Spielgelände befand sich an der Rheinuferpromenade im Herzen der Düsseldorfer Altstadt. An den vier verschiedenen Turnieren Trophée sur place, Grand Prix de Düsseldorf, Düsseldorf Ouvert und Stadtwerke Düsseldorf Cup nahmen in den letzten Jahren jeweils mehr als 1000 Spieler aus dem In- und Ausland teil. Im Rahmen der mit der Pandemie einhergehenden Veränderungen und Beschränkungen ist für 2021 eine kleine Auflage des Festivals auf dem Boulodrom des Vereins geplant.